# Nixéville-Blercourt

Nixéville-Blercourt este o comună în departamentul Meuse din nord-estul Franței. În 2010 avea o populație de 448 de locuitori.

## Evoluția populației
| An        | 1975 | 1982 | 1990 | 1999 | 2006 | 2010 |
| --------- | ---- | ---- | ---- | ---- | ---- | ---- |
| Populație | 299  | 421  | 419  | 422  | 427  | 448  |